# 大柿町大原
大柿町大原（おおがきちょうおおはら）は、広島県江田島市大柿町にある地区である。
郵便番号は737-2213。

## 概要
江田島の南部に位置する。
ウォンツやジュンテンドーなどの商店が立ち並んでいるため、大柿町の中心地でもある。

### 地理
山
- 一本松山
- 陀峯山（438m）
- 高清水山[2]

### 大柿町大原にある地名
- 馬場
- 堀
- 山内
- 大又
- 河内
- 平畑

## 隣接する地区
- 大柿町柿浦
- 大柿町大君
- 大柿町深江
- 大柿町岡大王[3]

## 歴史

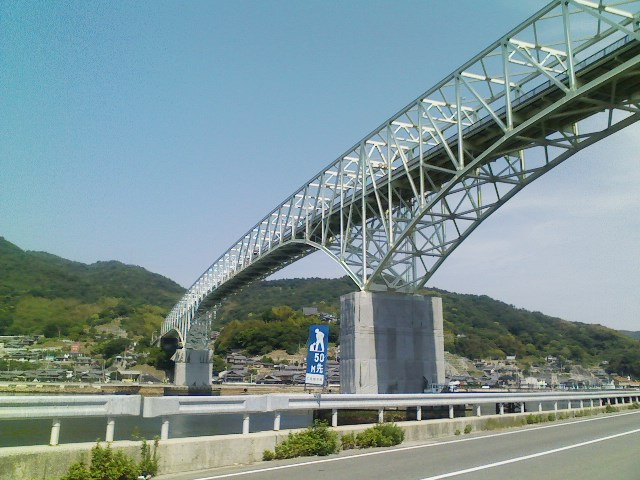
早瀬大橋

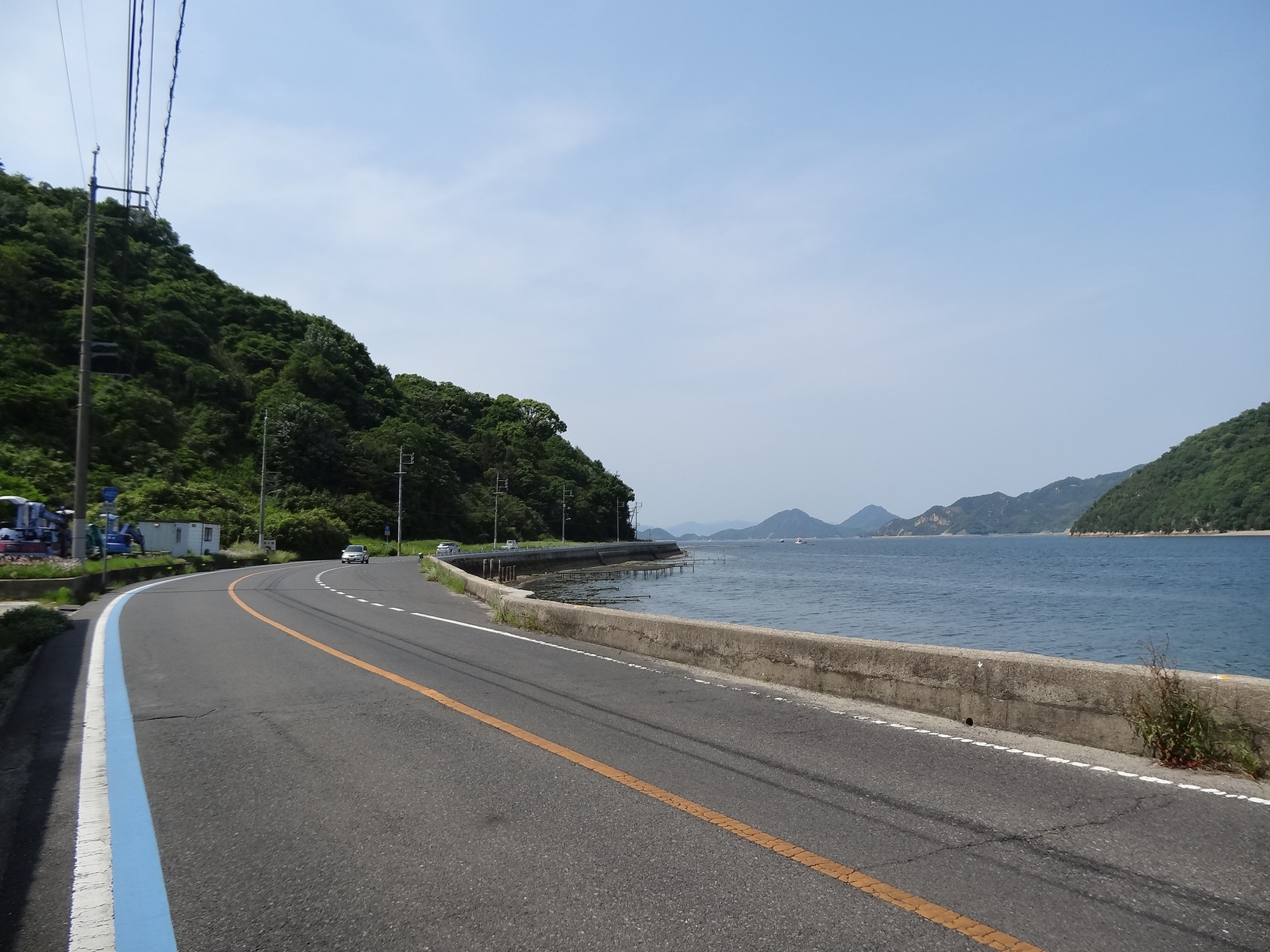
国道487号線

- 1889年04月01日 - 町村制施行により、佐伯郡大柿村と飛渡瀬村と深江村が成立する。
- 1927年08月01日 - 大柿村が町制を施行し、大柿町となる。
- 1973年10月27日 - 早瀬大橋が開通し、倉橋島を介して本土と陸続きになる[4]。
- 2004年11月01日 - 江田島町と大柿町と能美町と沖美町が合併。大原も江田島市に属した[5]。

## 道路
- 広島県道121号大君深江線
- 国道487号

## 建設物
- 江田島市役所 大柿町大原505[6]江田島市の市役所である。
- 江田島市立大柿中学校 大柿町大原[7]

1947年04月13日 6・3制により設立し深江中学校と飛渡瀬中学校を1957年と1977年に合併した。
大古小学校と柿浦小学校の校区内である。
- 新宮八幡宮 大柿町大原-16
- ウォンツ大柿店 大柿町大原1041-1 [8]

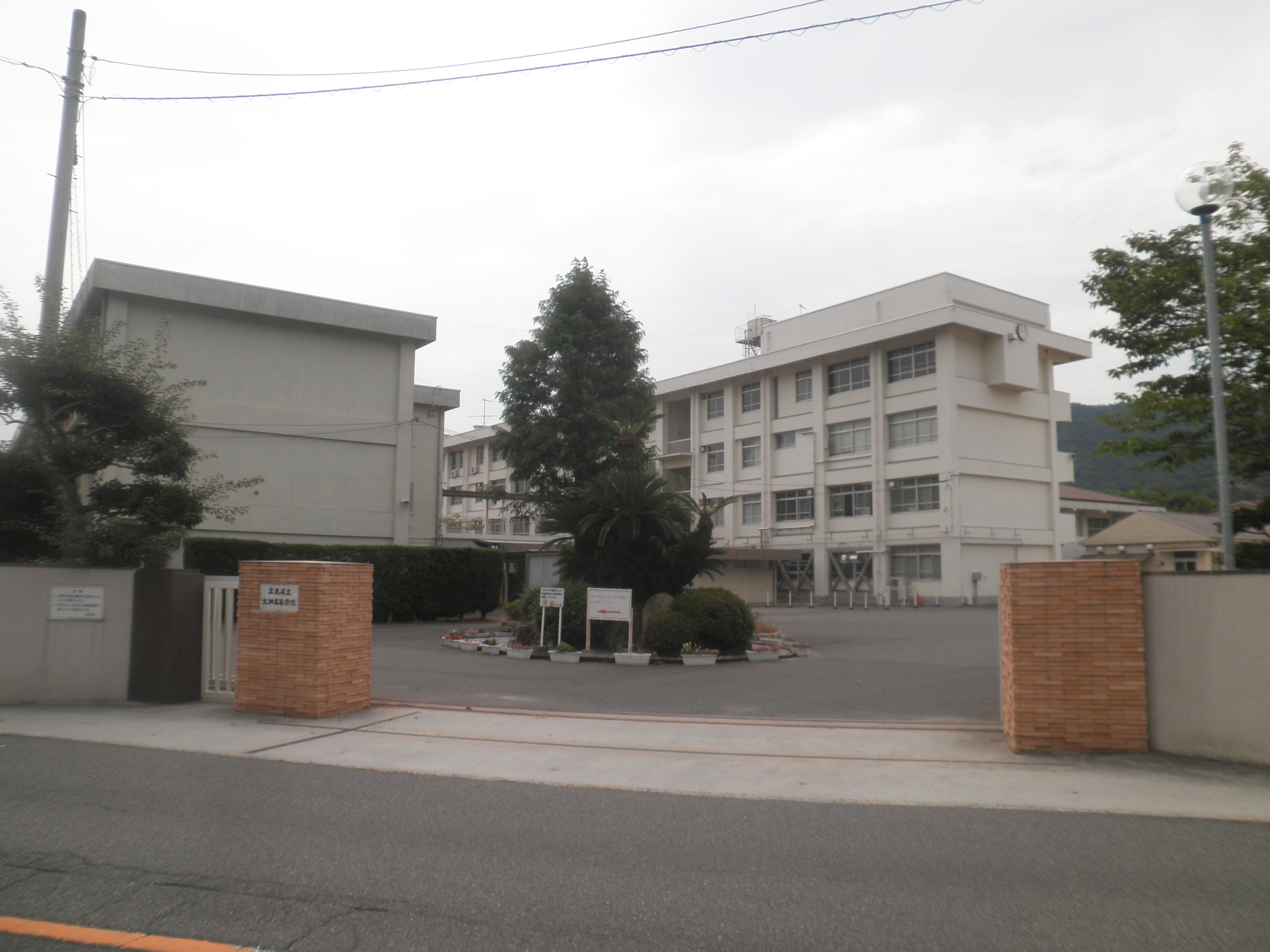
広島県立大柿高等学校

- 広島県立大柿高等学校 大柿町大原1181-1

偏差値は39で、あり広島県で225位の偏差値力である。
2009年までは大君に分校高校が設置されていた。
- 江田島市立大古小学校[10]大柿町大原-1270-1

校区を大柿町小古江と沖美町岡大王などとしている。

## 出身者
- 六角紫水 - 漆工芸家。